# Skeleton Sea
Skelton Sea ist eine Künstlergruppe aus Portugal, die Skulpturen aus Plastikmüll, der am Meeresstrand angespült wird, erstellt.
João Parrinha, Luis de Dios und Isabell und Alexander Kreuzeder (Künstlernamen Isa und Xandi) wurden ca. 2005 als Windsurfer auf das Problem Plastikmülls in den Ozeanen aufmerksam. Durch Installationen, die aus dem angespülten Plastikmüll gefertigt werden, wollen sie die Menschen auf die Meeresverschmutzung durch Plastik aufmerksam machen.
Die Installationen werden meist direkt am Strand erstellt. Die Gruppe ist in Ericeira an der portugiesischen Atlantikküste ansässig.
Viele der von der Künstlergruppe erstellten Skulpturen haben einen maritimen Hintergrund, dargestellt werden u. a. Fische, Seevögel, Tintenfische und Nixen.
Bisher (Stand Februar 2020) wurden ca. 50 Werke geschaffen. Die Gruppe bietet auch Umweltschutzprojekte an und organisiert Strandreinigungen.

## Ausstellungen
- Oceanário de Lisboa 2019
- New art @ Pamplona exhibition 2019 (Beteiligung mit 5 Werken)